# Lion d'Argentine
Lion d'Argentine är en bergstopp i Schweiz. Den ligger i distriktet Aigle och kantonen Vaud, i den sydvästra delen av landet, 80 km söder om huvudstaden Bern. Toppen på Lion d'Argentine är 2 273 meter över havet.